# Wolfgang Glechner
Wolfgang Glechner (* 22. Dezember 1951 in Hochburg-Ach) ist ein österreichischer Maler und Schriftsteller.

## Leben
Wolfgang Glechner wurde als Sohn des Schriftstellers Gottfried Glechner geboren.
Noch bevor Glechner zu schreiben begann, erzählte er bereits Geschichten mit Mitteln der gegenständlichen Malerei und Zeichnung. Thematisch pflügt er querbeet durch alle Genres – urbane Szenen, Mensch, Tiere, Landschaft. Inhaltliche Schwerpunkte sind die Spannungsfelder zwischen Stadt und Land, zwischen Einzelnem und verordneter Gleichschaltung, sowie allgemein der Kontrastreichtum moderner Lebenswelten. Diese Elemente findet man mit deutlicher Aussage nicht nur in seinen Erzählungen und Romanen, sondern ebenso in seinen meist strahlend bunten bildnerischen Arbeiten so wie in den Zeichnungen und Radierungen, die häufig mit versteckten Pointen überraschen.
Glechner lebt und arbeitet freischaffend in Wien.

## Malerei/Bildende Kunst
Seit Mitte der 1980er Jahre ist der in seinen Anfängen vor allem von seinen Lehrern A. Paul Weber und Helmut Huber beeinflusste Autodidakt Wolfgang Glechner als Zeichner anerkannt und in Ausstellungen vorwiegend in Österreich vertreten. 2005 bis 2008 gestaltete Wolfgang Glechner auch interaktive Trickfilme. 1998 formulierte er die „Trennfarbentheorie“ und malt seither auch expressive kräftig bunte gegenständliche Ölgemälde. Werke von Wolfgang Glechner befinden sich in zahlreichen privaten und öffentlichen Sammlungen.

## Werke
- Jetzt schlagt’s Dreizehn – als Provinzler in der Großstadt – fünf Geschichten im Dialekt. Verlag Bibliothek der Provinz, 2009, ISBN 978-3-85252-991-2.
- Der schwer erziehbare Kleiderkasten des Dr. Freud. Verlag Bibliothek der Provinz, 2010, ISBN 978-3-902416-22-3.
- Der Fleischprogrammierer – Neue Geschichten vom Innviertler in Wien. mit einem Vorwort von Alois Brandstetter. Edition Sonnberg, 2011, ISBN 978-3-9502043-5-3.
- Niemand ist in Braunau geboren. Edition Sonnberg, 2013, ISBN 978-3-9502043-9-1.
- Putenwurst, aber vom Krokodil – fünfundzwanzig Dramolette. Verlag Edition Sonnberg, 2017,  ISBN 978-3-9504320-1-5
- Von Wandernieren und andern Tieren – gereimter und ungereimter Schwachsinn. Libellen Reihe 1, Edition Klopfzeichen, 2023, ISBN 978-3-9035840-6-8
- Wir Schwurbler - heiter kritische Gedichte zur jüngern Zeitgeschichte. Mit Gemälden und Zeichnungen des Autors. Libellen Reihe 2, 2023.